# Jan Romeo Pawłowski

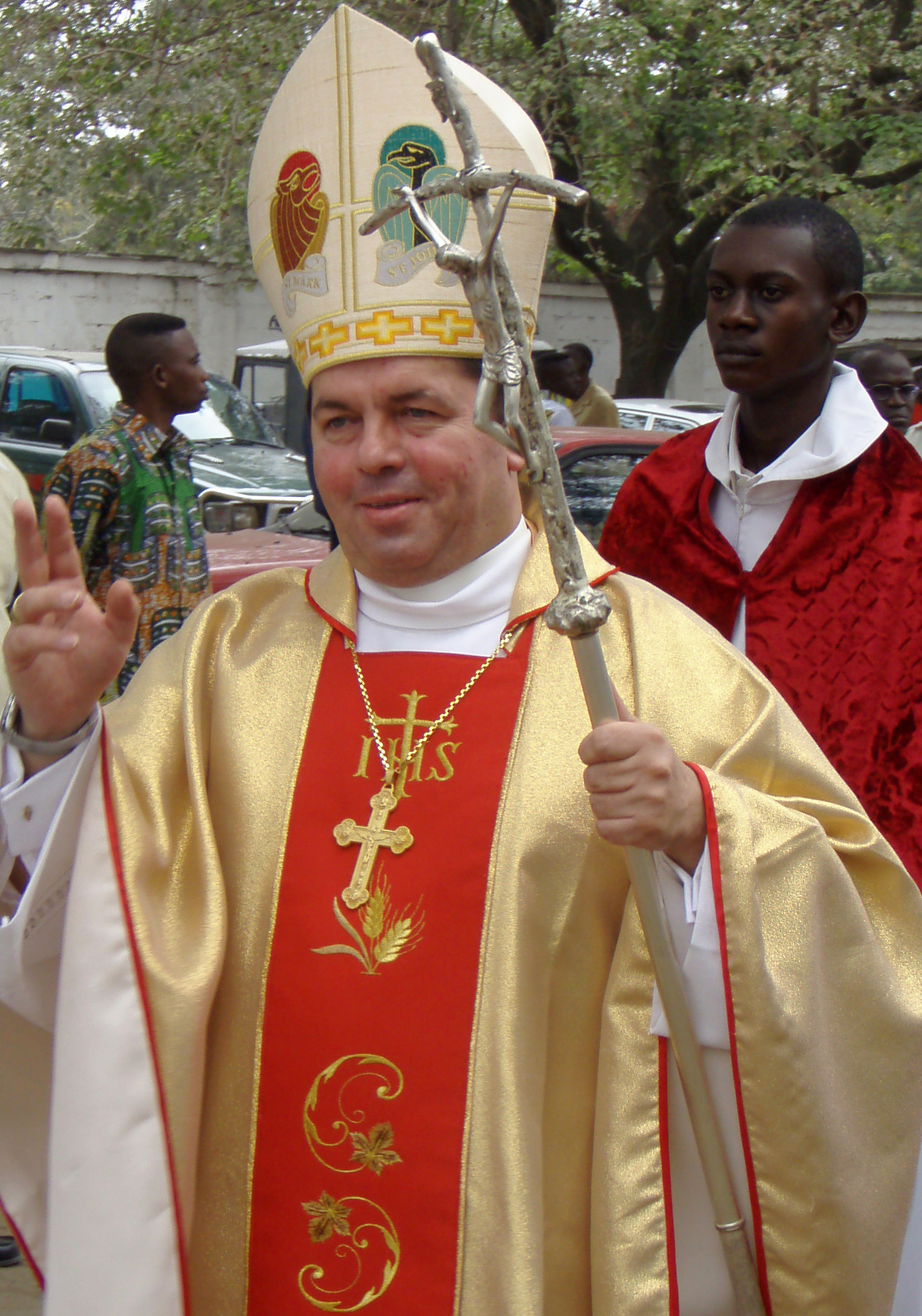
Jan Romeo Pawłowski, Brazzaville 2009

Erzbischofswappen

Jan Romeo Pawłowski (* 23. November 1960 in Biskupiec) ist ein polnischer römisch-katholischer Geistlicher, Diplomat des Heiligen Stuhls und Kurienerzbischof.

## Leben
Jan Romeo Pawłowski, ältester von vier Söhnen, trat nach seinem Schulabschluss in Toruń 1979 in das Große Priesterseminar in Gniezno ein. Er studierte Theologie an der Päpstlichen Theologischen Fakultät in Poznań. Der Erzbischof von Warschau und Gnesen, Józef Kardinal Glemp, spendete ihm am 1. Juni 1985 die Priesterweihe für das Erzbistum Gnesen in der Erzkathedrale von Gniezno. Er wurde am 24. Februar 2004 in den Klerus des Bistums Bydgoszcz inkardiniert. Von 1985 bis 1987 arbeitete er als Vikar in der Pfarrei St. Martin und Nikolaus in Bydgoszcz und war gleichzeitig als Sekretär des Bischofsvikars für Bydgoszcz, Bischof Jan Wiktor Nowak, tätig. 1987 begann er ein kirchenrechtliches Doktoratsstudium an der Päpstlichen Universität Gregoriana in Rom. Parallel absolvierte er an der Päpstlichen Diplomatenakademie eine Ausbildung für den diplomatischen Dienst.
Am 1. Juli 1991 begann er seinen Dienst in der Diplomatie des Heiligen Stuhls, wo er zunächst als Attaché und dann als Sekretär der Apostolischen Nuntiaturen in Kongo, Südafrika, Tschad, Thailand, Brasilien und Frankreich tätig war. Seit Ende 2002 war er im Staatssekretariat des Heiligen Stuhls in der Sektion für die Beziehungen mit den Staaten (Sektion II) tätig.
Papst Benedikt XVI. ernannte ihn am 18. März 2009 zum Titularerzbischof pro hac vice von Sejny und Apostolischen Nuntius in Gabun und in der Republik Kongo. Die Bischofsweihe spendete ihm Kardinalstaatssekretär Tarcisio Bertone SDB am 30. April desselben Jahres; Mitkonsekratoren waren Alfio Rapisarda, Apostolischer Nuntius in Brasilien, und Jan Tyrawa, Bischof von Bydgoszcz.
Papst Franziskus ernannte ihn am 7. Dezember 2015 zum Delegaten für Päpstliche Vertretungen im Staatssekretariat des Heiligen Stuhls. Als solcher leitete er die 2017 neu eingerichtete Sektion für das diplomatische Personal des Heiligen Stuhl (Sektion III).
Am 17. Dezember 2020 bestätigte ihn Papst Franziskus in seinen bisherigen Aufgaben und verlieh ihm den Titel eines Sekretärs für die Päpstlichen Vertretungen. Damit war Jan Romeo Pawłowski im diplomatischen Rang mit Erzbischof Paul Gallagher gleichgestellt. Am 10. September 2022 wurde Pawłowski durch Luciano Russo in dieser Funktion abgelöst.
Papst Franziskus ernannte ihn am 1. Dezember 2022 zum Apostolischen Nuntius in Griechenland.

## Ehrungen und Auszeichnungen
- Ernennung zum Päpstlichen Ehrenkaplan (1993)[1]
- Ernennung zum Päpstlichen Ehrenprälaten (2005)[1]
- Ehrenbürgerwürde der Gemeinde Kobylanka (2018)[1]